# Io (film)
Io (titlu original: IO) este un film american din 2019 regizat de Jonathan Helpert. Este creat în genurile SF, aventură, dramă. romantic. Rolurile principale au fost interpretate de actorii Margaret Qualley, Anthony Mackie și Danny Huston. Scenariul este scris de Clay Jeter, Charles Spano și Will Basanta.

## Prezentare
Filmul are loc într-un viitor distopic, unde atmosfera Pământului a devenit toxică. Cei mai mulți oameni au fugit de pe planetă pentru a trăi într-o stație spațială lângă Io, un satelit al planetei Jupiter.
Sam Walden este una dintre puținele persoane rămase pe Pământ. Trăiește la altitudine mare, unde aerul încă mai este respirabil, încercând să crească albine care să poată supraviețui în atmosferă.
Într-o zi, un bărbat, Micah, ajunge la casa ei, călătorind cu un  balon cu heliu. El intenționează să ajungă la un site de lansare pentru a părăsi Pământul, dar dorește mai întâi să vorbească cu Dr. Harry Walden, tatăl lui Sam, care a îndemnat omenirea să rămână pe Pământ pentru că încă mai avea speranțe privind soarta planetei.
Sam îi dezvăluie că tatăl ei este mort. Auzind acest lucru, Micah este hotărât s-o ia pe Sam cu el pe naveta spațială, iar ea este de acord. În timp ce se pregătesc și așteaptă vântul potrivit, se apropie mai mult unul de altul și fac sex. Ei descoperă, de asemenea, că o nouă regină albină a ieșit din stupul lui Sam și că este imună la aerul toxic.  

## Distribuție
- Margaret Qualley - Sam Walden
- Anthony Mackie - Micah
- Danny Huston - Dr. Henry Walden
- Tom Payne -  vocea lui Elon

## Producție
Filmul a fost produs de Mandalay Pictures, Sunset Junction Entertainment,  Untitled Entertainment și Great Point Media.

## Lansare și primire
A fost lansat la  18 ianuarie 2019 de Netflix. 